# Still Life at the Penguin Cafe

Still Life at the Penguin Cafe est un ballet composé par Simon Jeffes sur une chorégraphie de David Bintley, et le titre de l'album l'accompagnant.
La première de ce ballet a été donnée en 1988 par The Royal Ballet à Covent Garden (Londres). Ce ballet a été conçu par David Bintley (à ce moment chorégraphe à Covent Garden), qui avait approché Simon Jeffes au sujet de la musique. Elle a été conçue à partir de divers morceaux composés par Jeffes entre 1981 et 1987. Le nom du ballet dérive du Penguin Cafe Orchestra, orchestre de Simon Jeffes.